# Slammiversary (2021)
Slammiversary (2021) est un pay-per-view (PPV) de catch professionnel produit par Impact Wrestling. Il se déroule le 17 juillet 2021 aux Skyway Studios à Nashville dans le Tennessee. Il est le 17e événement dans la chronologie des Slammiversary.

## Contexte
Depuis mi-2020, la fédération Impact Wrestling était contrainte de faire ses évènements à huis clos en raison de la pandémie de Covid-19 dans le monde. Le 3 juin 2021, Impact annonce que Slammiversary marquera le retour des fans, ce qui sera la première fois depuis le mois de mars 2020.

## Storylines
Les spectacles d'Impact Wrestling sont constitués de matchs aux résultats prédéterminés par les scénaristes d'Impact Wrestling . Ces rencontres sont justifiées par des storylines – une rivalité avec un catcheur, la plupart du temps – ou par des qualifications survenues dans les shows d'Impact Wrestling. Tous les catcheurs possèdent un gimmick, c'est-à-dire qu'ils incarnent un personnage gentil (face) ou méchant (heel), qui évolue au fil des rencontres.
Comme en 2020, Impact publia cette année une vidéo promotionnelle incluant des images faisant références à d'anciennes stars d'Impact ou à des stars ayant été renvoyées de la WWE plus tôt dans l'année, cette année Impact diffusa également des images laissant penser que des stars de la NJPW pourraient effectuer leurs débuts lors de Slammiversary (Impact ayant démarré un partenariat avec la NJPW plus tôt dans l'année), parmi les potentielles stars apparaissant dans cette vidéo se trouvent Samoa Joe, Mickie James, Chelsea Green (Laurel Van Ness à Impact), Kazuchika Okada, No Limit (Tetsuya Naito et Yujiro Takahashi) et The Great Muta. Les drapeaux du Mexique, de l'Australie et du Canada figurèrent également sur la vidéo, faisant référence aux IIconics, à Kalisto et à une superstar inconnue,. Le 20 mai, une nouvelle vidéo est diffusée avec le logo du Bullet Club ainsi que des phrases comme deux "II" rose et bleu (pour The IIconics), "Forgotten" (faisant référence à Steve Cutler et Wesley Blake des Forgotten Sons) et un "YES!" (faisant référence à Daniel Bryan),.

## Tableau des matchs
| Ordre par numéros | Résultat | Stipulation(s)                                                      | Temps |
| --- | --- | ------------------------------------------------------------------- | ----- |
| 1P | Decay (Havok & Rosemary) (avec Black Taurus & Crazzy Steve) battent Fire 'N Flava (Kiera Hogan & Tasha Steelz) (c)                                                               | Tag Team match pour les Impact Knockouts Tag Team Championship      | 8:55  |
| 2 | Josh Alexander (c) bat Petey Williams, Trey Miguel, Ace Austin, Chris Bey et Rohit Raju                                                                                          | Ultimate X match pour le Impact X Division Championship             | 15:45 |
| 3 | Matt Cardona & Chelsea Green battent Brian Myers (avec Sam Beale) & Tenille Dashwood (avec Kaleb with a K)                                                                       | Intergender Tag Team match                                          | 6:05  |
| 4 | W. Morrissey bat Eddie Edwards | Match simple                                                        | 11:00 |
| 5 | FinJuice (David Finlay & Juice Robinson) battent Shera & Madman Fulton | Tag Team match                                                      | 1:15  |
| 6 | Chris Sabin bat Moose | Match simple                                                        | 12:00 |
| 7 | The Good Brothers (Doc Gallows & Karl Anderson) battent Violent By Design (Joe Doering & Rhino) (c) (avec Eric Young & Deaner), Rich Swann & Willie Mack et Fallah Bahh & No Way | Four-way Tag Team match pour les Impact World Tag Team Championship | 10:10 |
| 8 | Deonna Purrazzo (c) bat Thunder Rosa | Match simple pour le Impact Knockouts Championship                  | 10:30 |
| 9 | Kenny Omega (c) (with Don Callis) defeated Sami Callihan | Match simple pour le Impact World Championship                      | 27:45 |
| La lettre C placée entre parenthèses désigne la personne ou l’équipe championne en titre. P – indique que le match a eu lieu lors du pré-show | |                                                                     |       |